# ابن يمين
ابن يمين (1286/87–1368) كان شاعرًا فارسيًا خدم في عهد الإلخانات والسربادار والكرتيين.

## سيرته
وُلِد ابن يمين في عام 1286/87 في بلدة فريماد في غرب خراسان. كان ينتمي إلى عائلة من ملاك الأراضي المحليين، وهي المكانة التي يبدو أنهم كانوا يتمتعون بها منذ العصور القديمة. وكان والده مستوفيًا (مديرًا للمالية) لوالي خراسان الخواجة علاء الدين محمد. تلقى ابن يمين تعليمه في مسقط رأسه، الذي كان آنذاك مركزًا للثقافة. كان لديه تعليم نموذجي، وكان مرتبطًا في المقام الأول بالطب والأدب. في سن مبكرة، أصبح ابن يمين مهتمًا بالشعر نظرًا لكون والده شاعرًا أيضًا. وبعد وفاة والده في عام 1323/1324، عُيِّن ابن يمين شاعرًا في البلاط، ومسؤولًا ماليًّا، ثم مستوًى للخواجة علاء الدين محمد. وفي النهاية حصل أيضًا على لقب أمير. كان ابن يمين يكره الحياة في البلاط، ووقع في صراع مع خواجة علاء الدين محمد، الذي حل محله طاري تغاي بين عامي 1327 و1329. وصادر الحاكم الجديد في البداية معظم ممتلكات ابن يمين، ثم استولى فيما بعد على الباقي. في عام 1337، ذهب ابن يمين إلى مدينة جرجان، حيث عمل شاعرًا في بلاط طغا تيمور [الإنجليزية] ثم توفي عام 1353 راعيه مطالبًا بعرش الإيلخانات. وعليه وفي عام 1341، دخل ابن يمين في خدمة السربادار.
توفي ابن يمين في فرومد عام 1368. 
ابن يامين، مسلم شيعي، كان من الشعراء الذين كتبوا عن الأئمة الاثني عشر ومعركة كربلاء.

## تصنيف المعرفة والجهل
كات ابن يمين من أوائل من صنف المعرفة والجهل في إحدى أشهر قصائد ابن يمين. وهي كالآتي (صنفها إلى أربع حالات):
- المعروف المعروف: هو الذي يعلم ويعلم أنه يعلم. شخص قادر على تجاوز الحدود ("حصانهم الحكيم سيصل إلى السماء").
- المعروف غير المعروف: هو الذي يعرف، ولكنه لا يعرف أنه يعرف. شخص نائم ويحتاج إلى التنوير.
- المجهول المعروف: هو الذي لا يعرف، لكنه يعرف أنه لا يعرف. شخص قادر على التغلب على التحديات ("يستطيع أن يعيد بغله العرج إلى المنزل").
- المجهول المجهول: هو الذي لا يعرف ولا يعرف أنه لا يعرف. شخص ضائع إلى الأبد في الجهل المركب.

في فئة المجهول المجهول، يتفاقم الجهل بسبب الافتقار إلى الوعي الذاتي بشأن حدود الشخص.